# Die Jönsson-Bande – Charles-Ingvars neuer Plan
Die Jönsson-Bande – Charles-Ingvars neuer Plan (Lilla Jönssonligan på styva linan), ist ein schwedischer Kinderfilm von 1997, unter der Regie von Christjan Wegner. Es ist nach Die Jönsson-Bande und der Cornflakesraub, der zweite Film der kleinen Jönsson-Bande (Lilla Jönssonligan), von dem insgesamt bis jetzt vier Filme gedreht worden sind. Als nächste Fortsetzung der Filmreihe folgen noch Lilla Jönssonligan på kollo und Lilla Jönssonligan & stjärnkuppen, die beide bis dato noch nicht deutsch synchronisiert wurden.

## Handlung
In dem Heimatort der Jönsson-Bande, dem kleinen schwedischen Dorf Wall-Entuna, zieht der Zirkus Tivoli mit einem Gastauftritt ein. Alle Bewohner, im Besonderen die Kinder, sind vom Zirkusfieber angesteckt und versuchen sich Eintrittskarten zu ergattern. Die Mitglieder der Jönssonbande Charles Ingvar, Ragnar und Harry haben aber nicht genügend Geld für Eintrittskarten. Charles-Ingvar „Sickan“ Jönsson hat natürlich auch dazu einen neuen Plan, und sie versuchen, die Eintrittskarten zu fälschen. Die Gegenspieler der Bande, das verwöhnte Unternehmersöhnchen Morgan „Junior“ Wall-Enberg mit seinem willfährigen Helfer Biffen, nehmen ihnen aber die Eintrittskarten wieder ab. Harry kann dadurch seine Doris nicht wie versprochenen in den Zirkus einladen. Morgan „Junior“ Wall-Enberg nutzt nun die Chance mit den abgenommenen Karten und lädt Harrys Freundin Doris in den Zirkus ein. Die gefälschten Karten werden allerdings entdeckt und sie fliegen wieder aus dem Zirkus heraus. Die Jönssonbande will sich aber die Karten von Morgan „Junior“ Wall-Enberg wiederholen und bemerkt dabei, dass die Zirkustruppe die Kunstwerke des Fabrikanten Wall-Enbergs stehlen will. Mit der Ausrichtung eines Talentwettbewerbs des Zirkus wollen sie die Öffentlichkeit ablenken, um so die Kunstwerke zu rauben. Allerdings rechnen sie nicht damit, dass ihnen die Jönsson-Bande dicht auf den Fersen ist. Den Diebstahl können sie zwar nicht vereiteln, aber bringen doch einiges bei den Dieben durcheinander. Zum Schluss können sie die Diebesbande beim Talente-Wettbewerb des Zirkus entlarven und bekommen als Dank für ihre Leistung eine Prämie von 1000 Kronen von dem sonst knausrigen Fabrikanten Oscar Wall-Endberg.

## Hintergrund
Als Vorbild für die Kinderserie diente die in Schweden bekannte „Die Jönsson-Bande“, schwedisch Jönssonligan, die ein kriminelles Trio in einer schwedischen Filmreihe ist. Diese Filme sind schwedische Neuverfilmungen bzw. Eigenentwicklungen nach dem Muster der legendären dänischen Olsenbande. Als neue Idee wurde in Schweden ab Mitte der 1990er Jahre die Jönssonligan mit Kindern gedreht, die ähnliche Charaktere wie die schwedischen „Erwachsenen“-Figuren haben. Im Gegensatz zu den eigentlichen Jönssonligan-Filmen (die es bis dato nicht auf Deutsch gibt) sind bis jetzt die ersten zwei  Junior-Verfilmungen auch in deutscher Sprache synchronisiert wurden. Später folgte man in Dänemark und Norwegen diesen Beispiel und erstellte ebenfalls jeweils eigene „Jugendversionen“ der Olsenbande. Nach dem Remake des ersten dänischen Olsenbande Junior führte man in Norwegen noch weitere eigenständige norwegische Jugend-Fortsetzungen (2003–2010) ohne entsprechende Vorlagen durch.

## Filmpremiere und Veröffentlichungen
Der Film hatte in Schweden seine Kino-Premiere am 28. November 1997. Im schwedischen Fernsehen wurde er anschließend im SVT1, TV3 und TV4 gezeigt und im 1998 erfolgte die erste schwedische DVD-Veröffentlichung. In Deutschland hatte der Film seine Premiere, am 25. Januar 2001 unter dem Namen Die Jönsson-Bande - Charles-Ingvars neuer Plan, sowie
lief er anschließend im Programm des KI.KA-Kanals und kam im August 2007 als DVD bei Lighthouse Home Entertainment.